# Sukalde
Sukalde est le mot basque désignant la cuisine. C'est l'endroit le plus important de la maison. Il est le lieu de réunion de la famille, là où l'on mange, où l'on reçoit, c'est aussi l'atelier. C'est une pièce sacrée où se trouve le foyer symbolique de la maison, avec son feu dont la divinité est parfois invoquée. On y voit également l'autel, leio (fenêtre), où l'on pose des offrandes dédiées aux âmes des ancêtres, où l'on place les herbes bénites que l'on brûle en cas de tempête.
Près de la chapelle San Pedro, aux confins d'Urdiain et d'Altsasu, dans un massif qui s'élève vers le nord et qui a pour nom Layene, il y a une brèche traversant la roche de part en part. Derrière cette ouverture on voit une enceinte aménagée dans la roche. On l'appelle Jentilen sukalde (cuisine des Jentil) Jentileio.

## Étymologie
Sukalde signifie « cuisine » en basque. Le suffixe a désigne l'article : sukaldea se traduit donc par « la cuisine" ».